# Bleibussard
Der Bleibussard (Cryptoleucopteryx plumbea) ist ein Greifvogel aus der Familie der Habichtartigen (Accipitridae). Das Verbreitungsgebiet des Bleibussards liegt im westandinen Kolumbien, im Westen von Ecuador, im peruanischen Distrikt Tumbes, an der Karibikküste des östlichen Panama und in der panamaischen Provinz Darién.

## Beschreibung
Der Bleibussard erreicht eine Länge von 33 bis 37 Zentimeter und eine Flügelspannweite von und 71 bis 79 Zentimeter. Ausgewachsene Exemplare sind bleigrau gefärbt mit schwarzen Flügeln und einem auffallenden weißen Mittelstreifen auf dem schwarzen Schwanz. Die Unterflügeldecken sind weiß, die Befiederung der Unterschenkel ist abwechselnd grau und weiß gebändert. Dieses Merkmal ist bei Jungvögeln deutlicher ausgeprägt als bei adulten Tieren. Die Iris ist rötlich-orange bis rot, bei Jungvögeln bräunlich. Die Wachshaut und die Beine sind orange. Weibchen sind in der Regel etwas größer. Ansonsten unterscheiden sich die Geschlechter äußerlich nicht. Vom ähnlichen Schieferbussard (Buteogallus schistaceus) unterscheidet sich der Bleibussard vor allem durch die geringere Größe (Flügellänge 22 bis 25 Zentimeter gegenüber 26,5 bis 30,5 Zentimeter beim Schieferbussard), die Färbung der unbefiederten Körperregionen und der Unterflügeldecken und das Fehlen des weißen Bandes am Schwanz.

## Lebensraum und Lebensweise

Das Verbreitungsgebiet des Bleibussards

Der Bleibussard kommt in tropischen Regenwäldern mit geschlossenen Baumkronendach, sowie in vom Menschen beeinträchtigten Wäldern in Höhen von 200 bis 800 Metern, maximal bis in Höhen von 1400 Metern vor. Er jagt von einem Ansitz aus entlang der Ufer von Flüssen und Seen und ernährt sich von Fröschen, Krebsen, Fischen und kleinen Wasserschlangen. Über seine Brutbiologie ist nichts bekannt. Seine häufigste Lautäußerung ist ein lauter, melancholischer, langgezogener Pfiff, der wie „wheeeeeuuu“ klingt. Bei Erregung stößt er auch einen trillernden Ruf aus, der wie „weedidididi“ klingt.

## Systematik
Der Bleibussard wurde 1872 durch den englischen Naturforscher Osbert Salvin als Leucopternis plumbea erstmals wissenschaftlich beschrieben. Eine 2009 veröffentlichte Untersuchung der Verwandtschaftsverhältnisse innerhalb der Unterfamilie der Bussardartigen (Buteoninae) zeigte jedoch, dass der Bleibussard nicht sehr nah mit den übrigen drei Arten der Gattung Leucopternis (Weißbussarde) verwandt ist, sondern die Schwestergattung von Buteogallus (Schwarzbussarde) ist. Er wurde deshalb in die monotypische Gattung Cryptoleucopteryx gestellt.

## Gefährdung
Nach Angaben der IUCN ist der Bestand des Bleibussards potenziell gefährdet. Es wird geschätzt, dass es 10.000 bis 20.000 Exemplare gibt. Durch die fortschreitenden Zerstörung der Tropenwälder gehen die Bestände jedoch zurück.